# Vektion
Unter Vektion (englisch vection) versteht man den Effekt, der auftritt, wenn ein Beobachter eine bewegte Szenerie sieht und bei ihm dadurch der Eindruck entsteht, er selbst würde sich bewegen. Der Effekt lässt sich zum Beispiel in einem stehenden Zug feststellen, wenn auf dem Nebengleis ein anderer Zug anfährt. Bei dem Beobachter entsteht der falsche Eindruck, er selbst würde sich bewegen, nämlich mit derselben Geschwindigkeit in die entgegengesetzte Richtung.

## Nutzung
Vektion wird insbesondere bei 3D-Simulationen wie zum Beispiel einem Flugsimulator oder einem Rennspiel-Simulator genutzt, indem man dem Benutzer anhand sehr großer Bildschirme bzw. Projektionen das Gefühl gibt, sich in der simulierten Welt zu befinden. Ebenfalls genutzt wird dieser Effekt in speziellen Kinos mit Leinwänden, die so groß sind, dass sie das gesamte Blickfeld ausfüllen, so z. B. in IMAX-Kinos.